# Armada de 1779
La Armada de 1779 fue una larga campaña hispano-francesa enmarcada dentro de la Guerra de Independencia de los Estados Unidos y en aplicación de los acuerdos de la alianza franco-estadounidense. El plan consistía en juntar una gran flota hispano-francesa que junto a distintas maniobras de distracción por parte de la recién creada Armada estadounidense, permitiría llevar a cabo una invasión a Inglaterra. El primer paso del plan sería capturar la Isla de Wight para después capturar la base naval británica de Portsmouth la cual Francia pretendía retener tras la guerra. Finalmente, nunca hubo enfrentamientos entre flotas en el Canal y la invasión no llegó a materializarse. En Gran Bretaña la amenaza de esta flota se llegó a comparar con la de la Armada Invencible de 1588.

## Antecedentes
En 1778 la Royal Navy fracasó a la hora de asegurar una victoria contra la Marina de Francia en la Batalla de Ushant en 1778 llevando a creer a los mandos navales franceses que ellos podrían haber ganado si su flota hubiera sido mayor. El 12 de abril de 1779 Francia, ligada directamente a los norteamericanos por medio de la Alianza Franco-Americana, firmó el Tratado de Aranjuez, un pacto secreto con los españoles que les involucraba en la guerra contra Gran Bretaña. Temerosos de las consecuencias en su propio imperio americano, los españoles no apoyaban abiertamente a los rebeldes americanos en su lucha contra la dominación inglesa, pero de buen grado participaban directamente en operaciones contra intereses británicos. España en realidad lo que buscaba era recuperar varios territorios , especialmente la fortaleza de Gibraltar, la cual confiere a su poseedor un considerable poder e influencia sobre la entrada al Mediterráneo.
El 3 de junio de 1779 la flota francesa asentada en Brest, inesperadamente, abandona el puerto con rumbo Sur. Mientras, el 16 de junio de ese mismo año, España declara oficialmente la guerra a Gran Bretaña.   

## Reunión de fuerzas
El plan era que la flota francesa formada por 30 navíos de línea, gran número de pequeños navíos y comandada por el Conde de Orvilliers (quien también había dirigido la flota en Ushant), se encontrara con la flota española en las Islas Sisargas cerca de La Coruña. Pero cuando los franceses llegaron al punto de encuentro la flota española no estaba allí porque (según dijeron más tarde los españoles) los vientos no fueron favorables. A d'Orvilliers no le quedó más remedio que esperar allí.
Los barcos que habían partido deliberadamente de Brest con antelación lo hicieron cargados con una gran cantidad de provisiones para prevenir un posible bloqueo por parte de los ingleses. La larga espera se prolongó durante varias semanas lo que motivó la aparición de graves problemas al no poder aprovisionarse en España. El escorbuto comenzó a debilitar a las tripulaciones lo que junto al calor y las insalubres condiciones de vida propiciaron la aparición del tifus y la viruela haciendo estragos entre los hombres.
La flota española formada por 36 navíos de línea y al mando de don Luis de Córdova (quien estaba subordinado al mando francés), llegaron finalmente el 22 de julio. 
Una Armada de aproximadamente 40.000 hombres comenzó a reunirse lentamente alrededor de El Havre y Saint-Malo al Norte de Francia con 400 embarcaciones para el transporte. El propósito de la flota combinada era dejar fuera de juego a la Royal Navy para que las tropas pudieran ser transportadas con seguridad a través del Canal de La Mancha, tras lo cual se establecería una base en la Isla de Wight o cerca de la costa británica.
En aquellos momentos, los británicos contaban con algo menos de 40 navíos de línea en la zona del Canal y estaban bajo las órdenes de Sir Charles Hardy de 64 años de edad, salud delicada y a quien acababan de otorgar el mando de la Flota del Canal después de llevar 20 años de servicio en tierra.
El 25 de julio, la Armada Hispano-francesa puso rumbo Norte al encuentro de la flota británica encontrándose con vientos contrarios que ralentizaron en gran medida su avance y con el paso del tiempo las enfermedades que habían azotado a los franceses (acabando incluso con el único hijo de d'Orvilliers quien servía de teniente en uno de los barcos) acabaron por propagarse también a los españoles. La flota finalmente pasó Ushant el 11 de agosto y penetró en el Canal de La Mancha.
Por otra parte, tres días después, un escuadrón bajo bandera americana pero formado en su mayoría por barcos franceses así como las tripulaciones, partía del puerto francés de Lorient con dirección Norte hacia Irlanda como maniobra de distracción. Esta flota señuelo estaba comandada por John Paul Jones, un capitán con una fama inquietante entre los británicos.

## Acción contra la Royal Navy

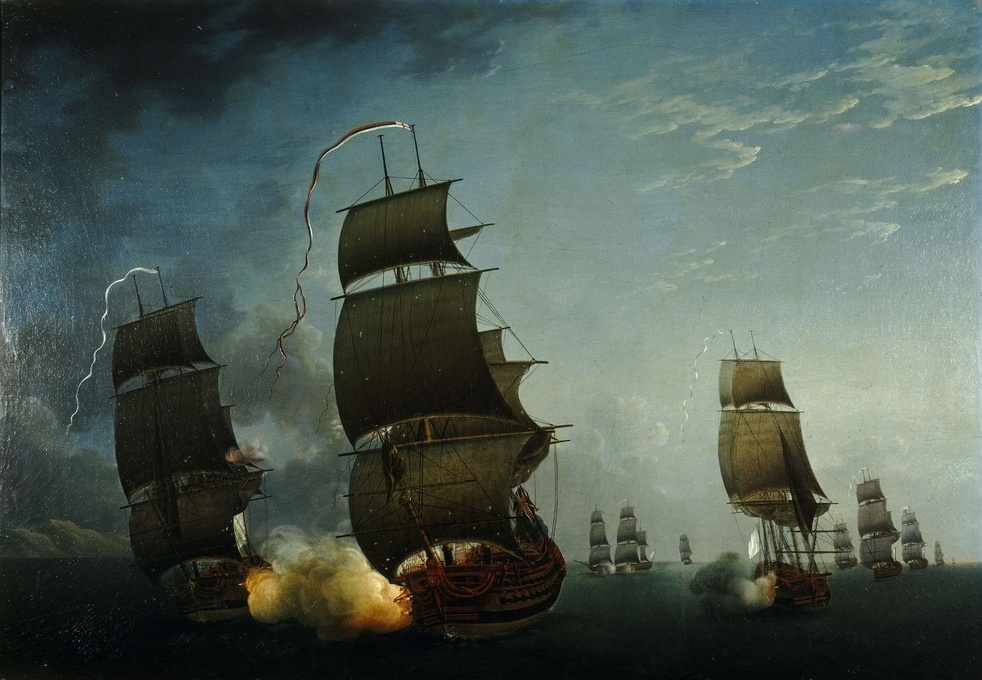
El HMS Ardent es capturado por las fragatas Junon y Gentille. Óleo de Auguste Louis Rossel

Lo que d'Orvilliers no sabía era que la flota británica no se encontraba en el Canal. Al almirante Hardy le había llegado noticias de que la flota combinada se había adentrado en el Atlántico en junio y decidió salir a patrullar alrededor de las Islas Sorlingas.
El 14 de agosto, el grueso de la flota hispano-francesa avistó la costa inglesa provocando entre la población una ola de pánico que no tardó en extenderse por todo el país. 
El 16 de agosto la flota combinada que navegaba rumbo Este por el Canal recibió órdenes de Francia de dar media vuelta ya que el gobierno había decidido que el mejor lugar para acantonar las tropas de tierra sería cerca de Falmouth en Cornualles. D'Orvilliers consideró que eso era muy mala idea y envió respuesta pidiendo al gobierno que lo reconsiderara.
Al día siguiente, el HMS Ardent se topó con un escuadrón de la gran flota y fue rápidamente capturado.
Los aliados permanecieron en los alrededores de Plymouth a la espera de respuesta pero el 18 de agosto un fuerte temporal proveniente del Este los alejó hacia el Oeste hasta el océano Atlántico. Esto tuvo un resultado beneficios para los aliados pues cuando luchaban para dirigirse de nuevo rumbo Oeste, descubrieron la localización de la flota de Hardy decidiendo ir a su encuentro para neutralizarla lo antes posible pues las enfermedades y la falta de alimentos seguían causando estragos entre las tripulaciones. De este modo arrumbaron hacia las Islas Sorlingas con intención de entablar combate pero el almirante Hardy decidió evitar el enfrentamiento. El 31 de agosto, amparada por la niebla, la flota pasó casi deslizándose por Land's End y permitiendo que sus pretendidos rivales le siguieran los dirigió tan alejados como le fue posible de la vital base de Portsmouth. De forma extraordinaria, el 3 de septiembre, la flota británica totalmente intacta, alcanzó la seguridad de la bien defendida Solent preparándose allí para la batalla contra la flota hispano-francesa. 
Esto supuso un grave contratiempo para los aliados. Por un lado seguían perdiendo hombres a diario debido a las enfermedades y por otro, si la invasión se continuaba posponiendo, las tropas se verían obligadas a luchar a través de Inglaterra durante el otoño y el invierno. Ese mismo día, los altos mandos de la gran flota decidieron abandonar la campaña y poner a rumbo a Brest

## Consecuencias
El intento de invasión preocupó seriamente a los británicos, en especial cuando el escuadrón de John Paul Jones nada más llegar a la costa inglesa, comenzó a hostigar algunos puertos de la zona Este. Se realizaron algunas mejoras atropelladamente en las defensas costeras y se levantaron los primeros terraplenes de lo que sería con el tiempo una de las más imponentes fortalezas de Gran Bretaña, Western Heights en Dover. También en este tiempo se construyó la fortaleza de Gillkicker en Portsmouth.
Para España la expedición resultó un caro desperdicio de tiempo al evitar que el grueso de su fuerza acudiera a Gibraltar, la cual tras unos débiles ataques iniciales, había reforzado fuertemente sus defensas permitiéndose resistir hasta el fin de la guerra.
Para los franceses la campaña fue un tremendo fiasco. Tuvo que mantener a la mayoría de sus barcos en el mar durante meses junto con sus tripulaciones y tropas lo que resultó tremendamente caro, además del gran número de buenos marineros y soldados que murieron a causa de las enfermedades. D'Orvilliers renunció a su puesto tan pronto volvió a Francia.
Las flotas españolas y francesas continuaron realizando operaciones conjuntas pero, salvo excepciones, se trataron más de labores de apoyo y protección al desembarco de tropas que desafíos directos a la Royal Navy.